# Pseudomyrmex pallens
Pseudomyrmex pallens är en myrart som först beskrevs av Mayr 1870.  Pseudomyrmex pallens ingår i släktet Pseudomyrmex och familjen myror.

## Underarter
Arten delas in i följande underarter:
- P. p. landolti
- P. p. pallens

## Bildgalleri

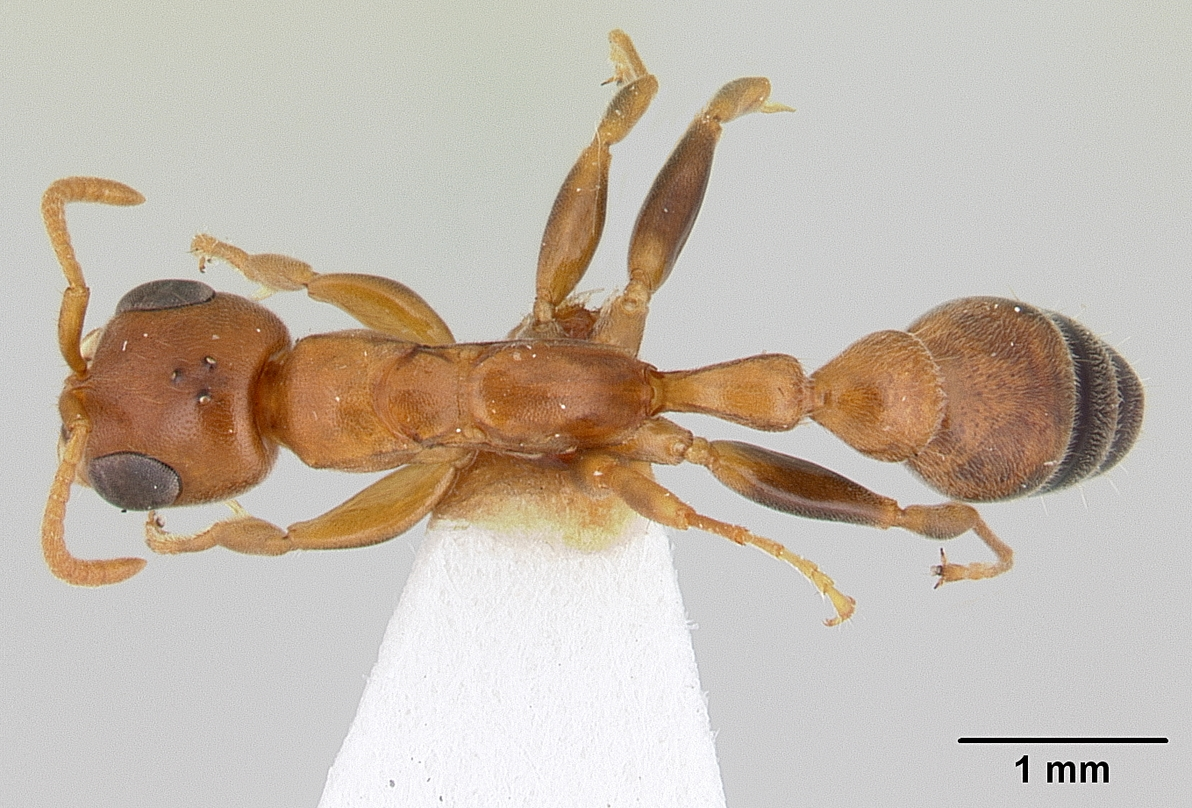
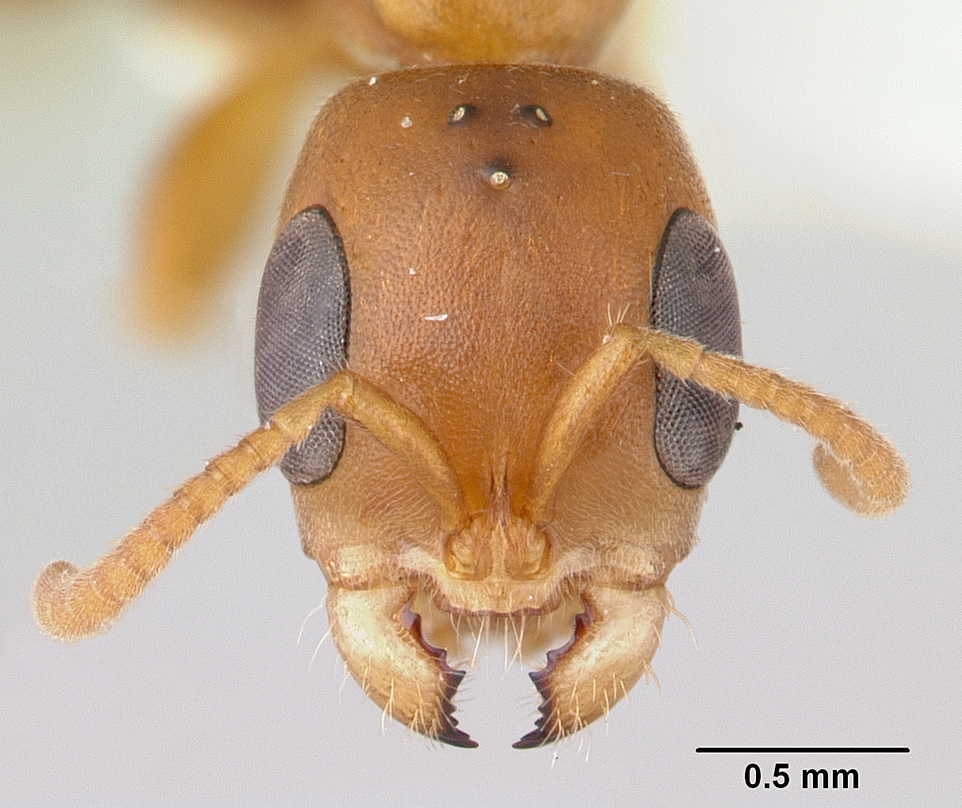
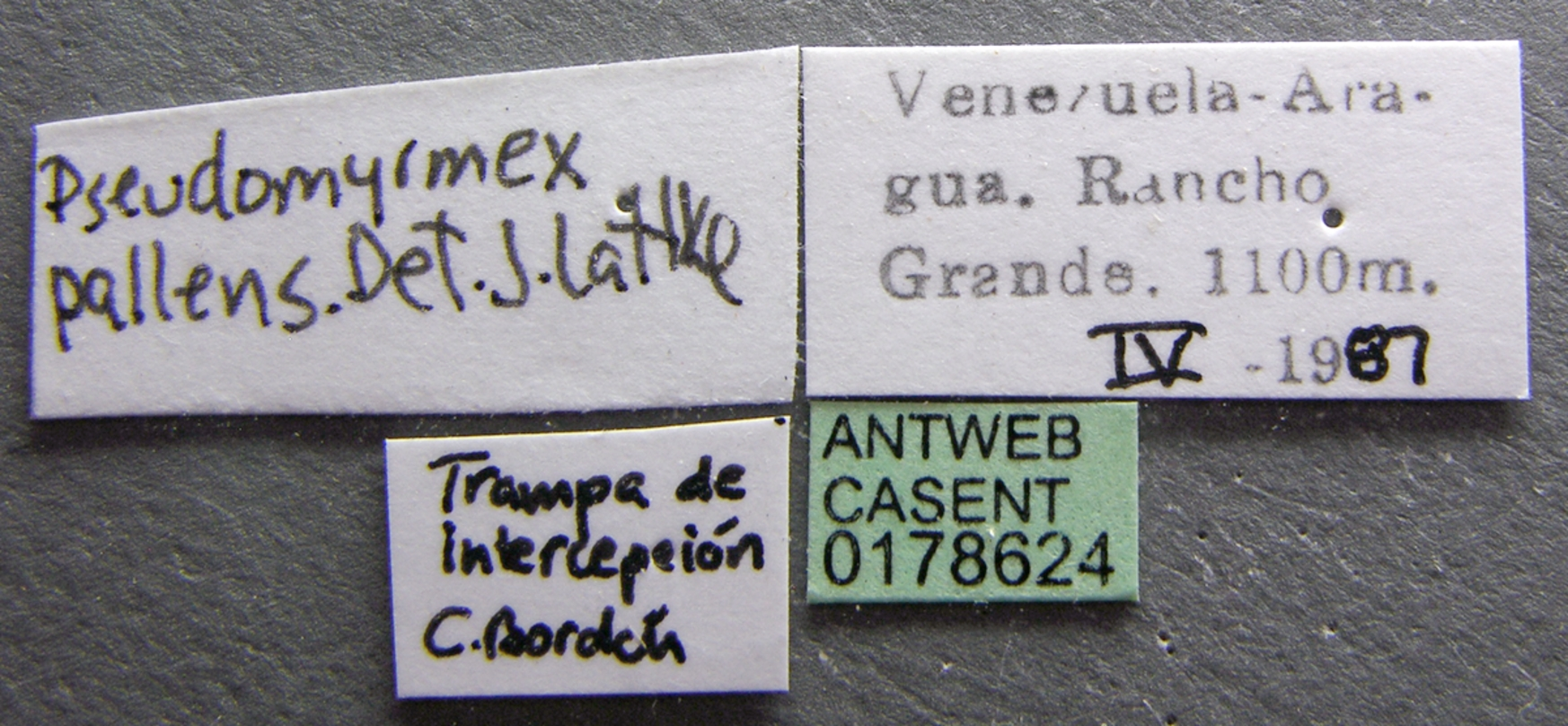
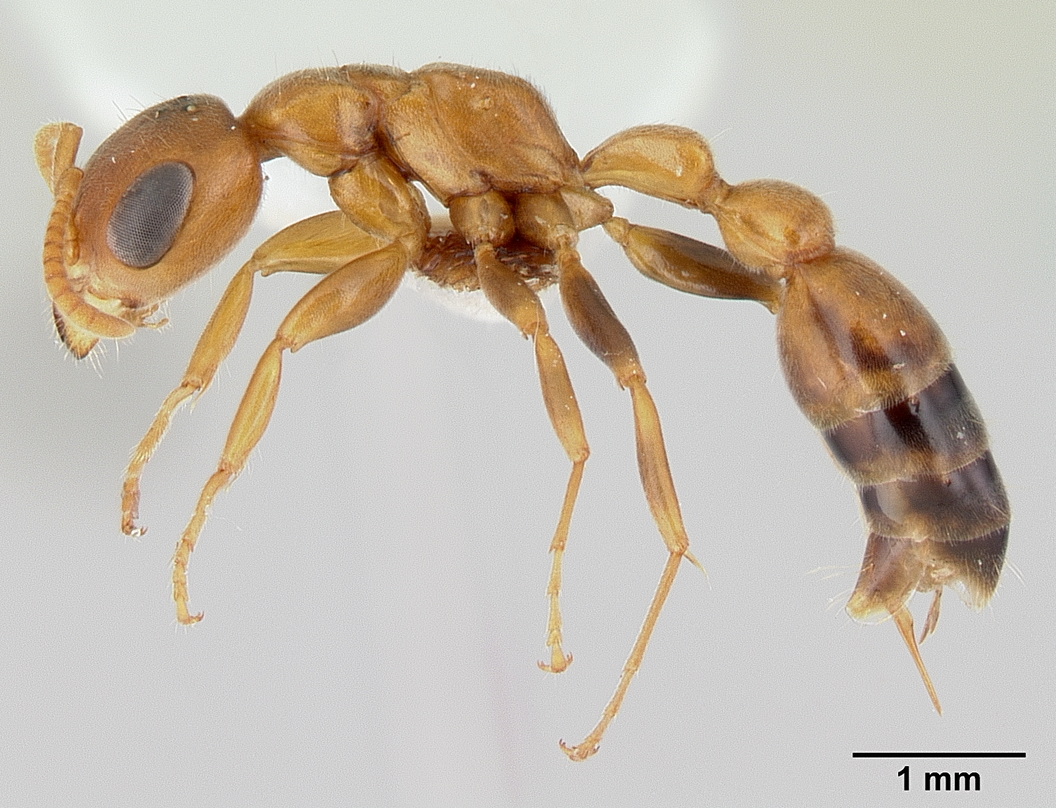
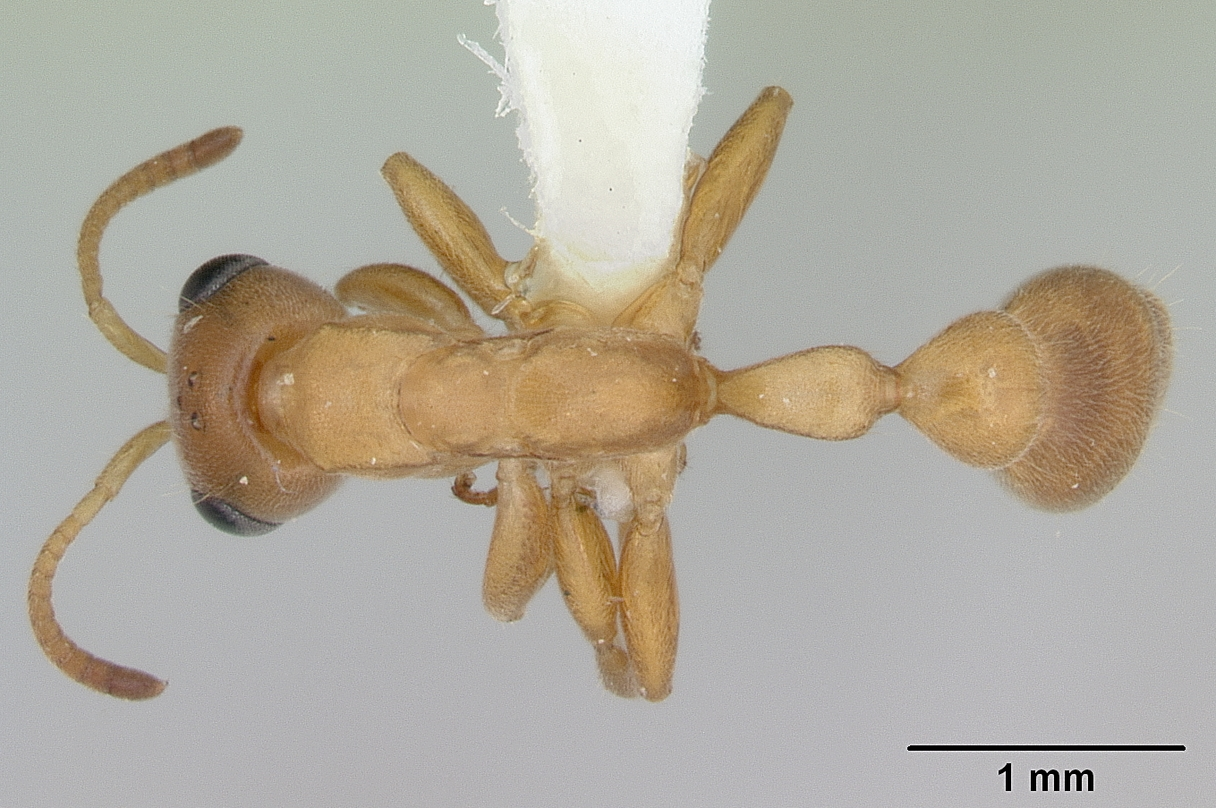
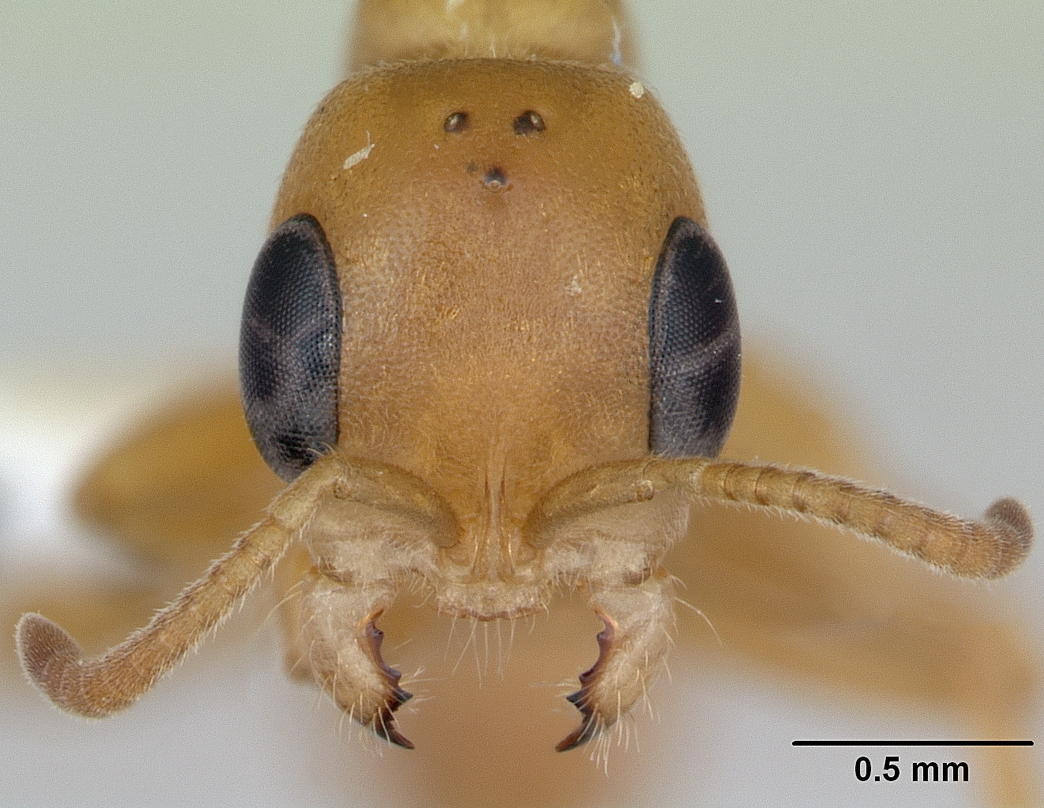